# Nemo (파일 관리자)
Nemo(니모)는 자유-오픈 소스 소프트웨어이자 시나몬 데스크톱 환경의 공식 파일 관리자이다. 그놈 Files(과거 명칭: 노틸러스)의 포크이다.

## 역사
Nemo 버전 1.0.0은 2012년 7월에 시나몬의 버전 1.6과 함께 출시되었으며 2012년에는 버전 1.1.2에 도달했다.